# Lafcadio Hearn

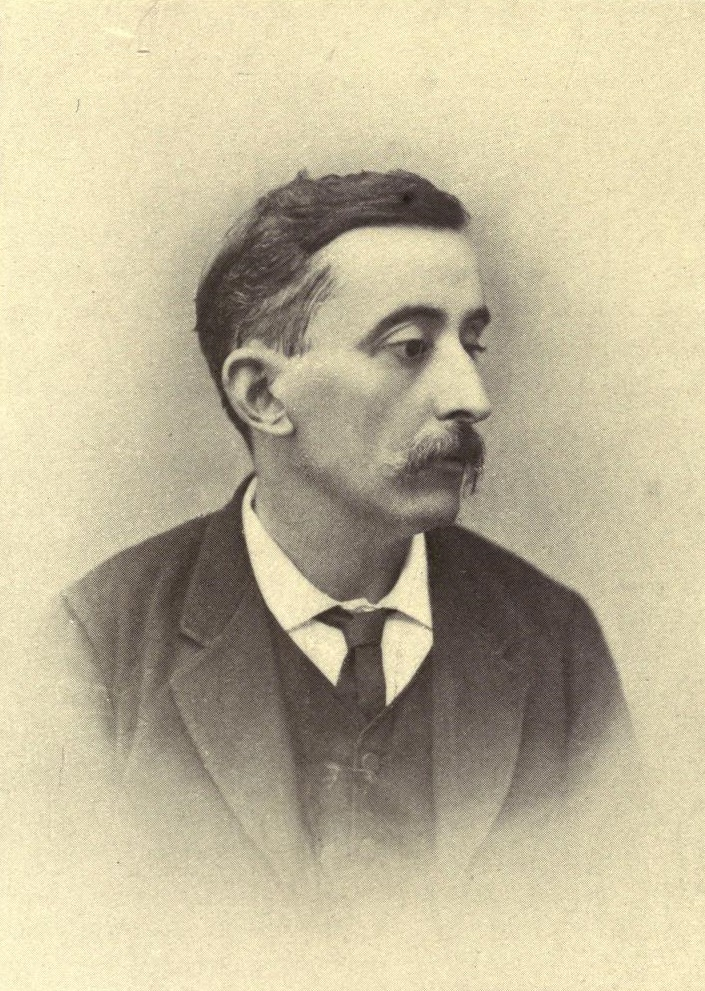
Lafcadio Hearn alias Koizumi Yakumo

Patricio Lafcadio Tessima Carlos Hearn (japanischer Name: 小泉 八雲, Koizumi Yakumo; * 27. Juni 1850 auf Lefkas, Griechenland; † 26. September 1904 in Tokio) war ein Schriftsteller irisch-griechischer Abstammung, dessen Werke das westliche Bild von Japan im beginnenden 20. Jahrhundert entscheidend geprägt haben.

## Leben
Lafcadio Hearn wurde als Patricio Lafcadio Tessima Carlos Hearn 1850 auf der Insel Lefkas geboren. Sein Vater Charles Bush Hearn war dort als britischer Militärarzt stationiert; seine Mutter war die Griechin Rosa Cassimati. Als Lafcadio Hearn zwei Jahre alt war, brachte sein Vater ihn und seine Mutter nach Dublin zu seiner Großtante Justine Brenane. Lafcadios Mutter war in dieser tristen Umgebung so unglücklich, dass sie bald darauf Sohn und Familie verließ und verschwand. Sein Vater starb 1866 auf dem Weg nach Indien an der Malaria.

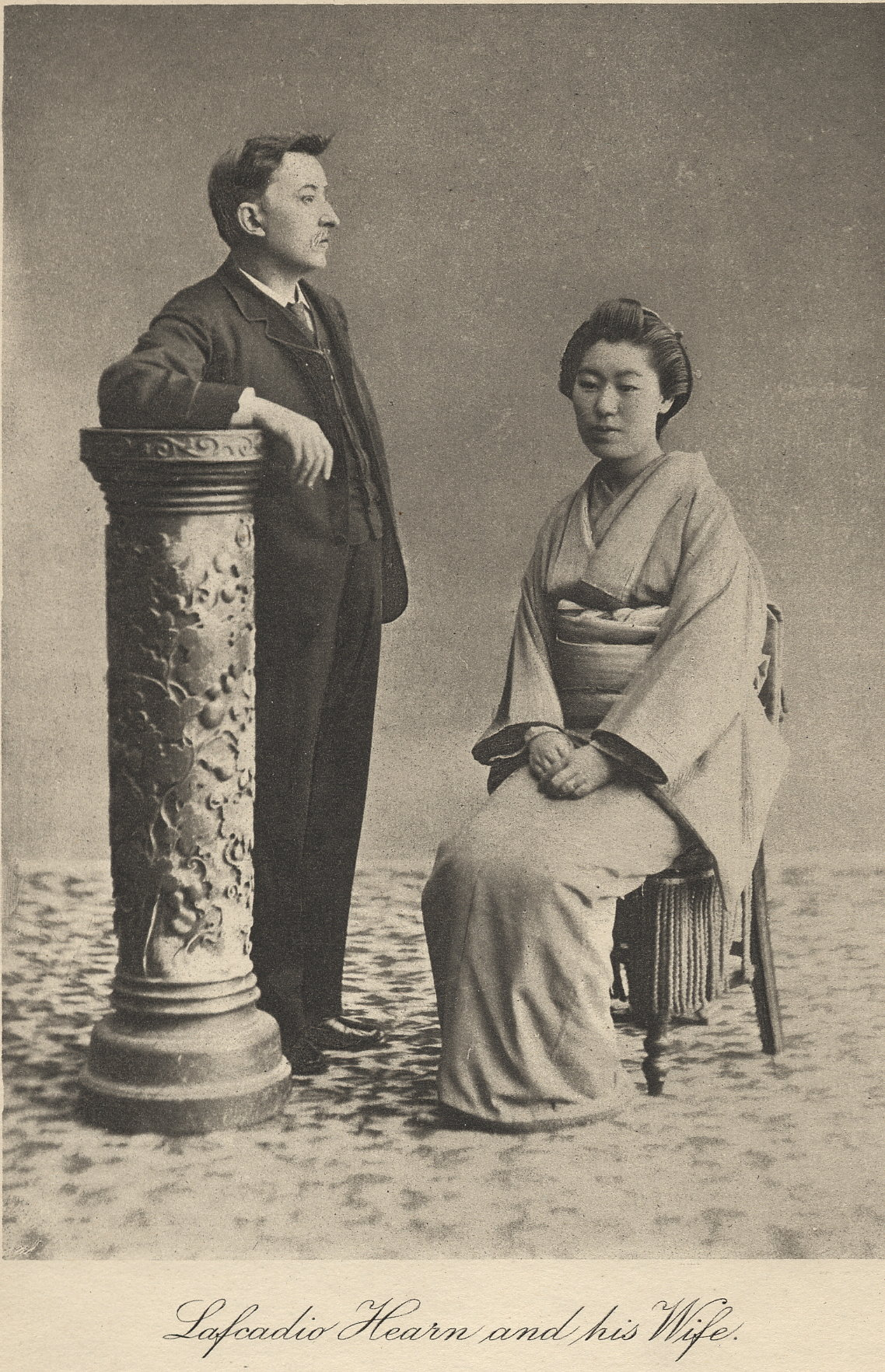
Koizumi Yakumo und seine Ehefrau Koizumi Setsuko.

Lafcadio wurde 1863 auf das St. Cuthbert’s College nach England gebracht. Mangels finanzieller Mittel konnte er die Schule aber nur sporadisch besuchen. Auf dem College erblindete er durch einen Unfall auf einem Auge, das andere wurde durch die Überanstrengung beeinträchtigt. Von Kindesbeinen an war Lafcadio sehr scheu und sensibel, durch die Erblindung empfand er sich auch als hässlich. Zwischen 1866 und 1867 lebte er dank eines kleinen Stipendiums in London und besuchte dort eine katholische Schule. Wegen schlechten Benehmens wurde er aber von dieser Schule verwiesen. 1869 zahlte ihm seine Großtante die Überfahrt nach Amerika.
Bis 1874 arbeitete Hearn in Cincinnati in einer Druckerei, wo er vorher eine Druckerlehre absolviert hatte. Dort kam er mit den Werken von Gustave Flaubert und Charles Baudelaire in Berührung. 1874 heiratete er die Afroamerikanerin Alethea Foley, drei Jahre später kam es zur Scheidung. 1877 ging Hearn als Journalist nach New Orleans und begann, aus dem Französischen und Spanischen zu übersetzen.
Einige Zeit arbeitete Hearn als Journalist in New York. Da ihm diese Stadt zu hektisch wurde, ging er 1890 nach Japan. Nach einigen Monaten konnte er sich als Sprachlehrer in Matsue etablieren, erkrankte dort aber. Auf Anregung eines Freundes heiratete er 1891 Koizumi Setsuko, die Tochter eines verarmten Samurais, zum Dank für die Pflege, die sie ihm angedeihen ließ. Mit ihr hatte er eine Tochter und drei Söhne. Er lebte mit ihr in Kumamoto, wo er an der Fifth Highschool unterrichtete. 

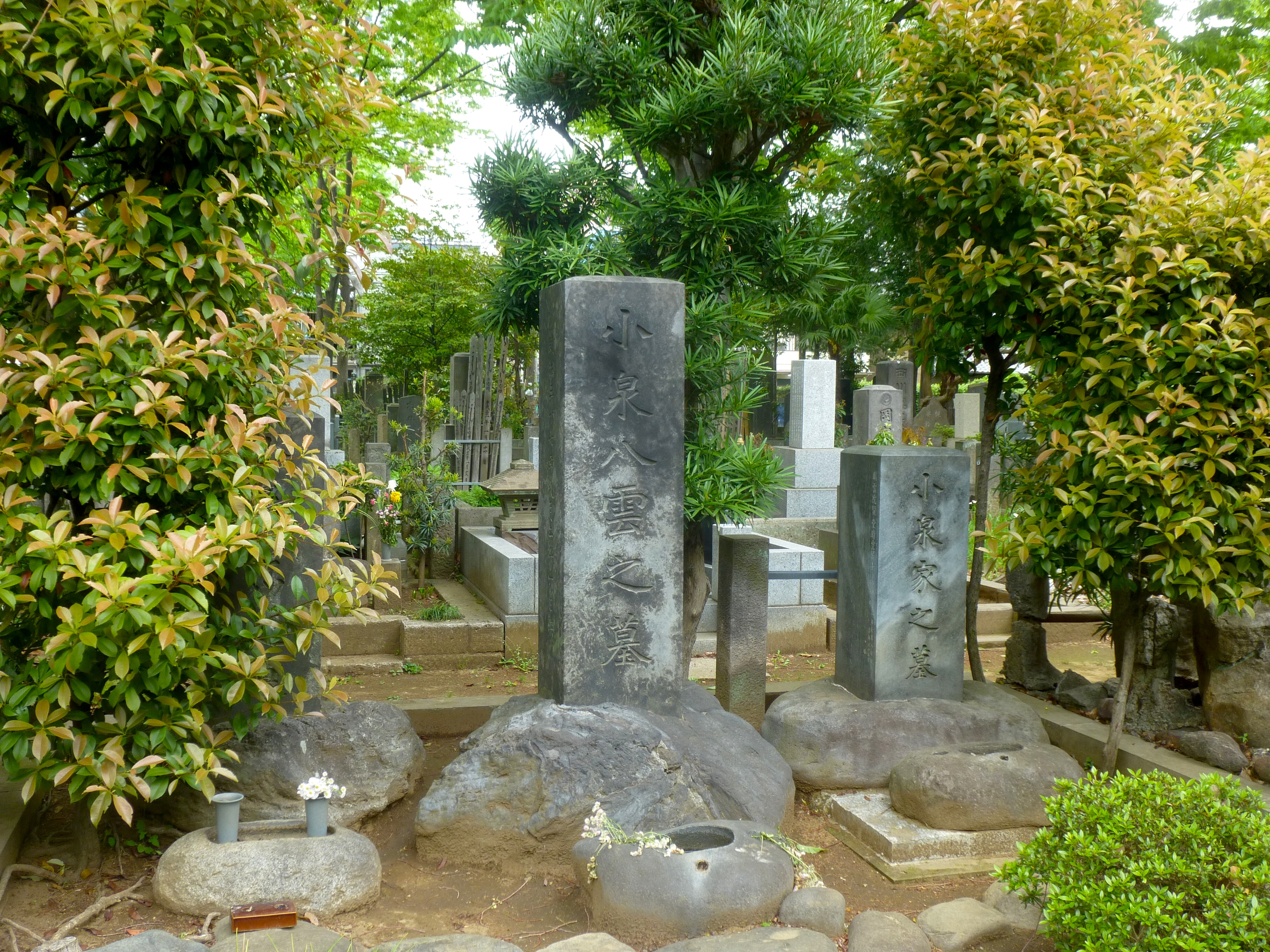
Hearns Grab in Tokio

Bei der Heirat nahm Hearn den japanischen Namen Koizumi Yakumo an. 1895 erhielt er die japanische Staatsbürgerschaft. Das bedeutete allerdings auch, dass er nur noch Anspruch auf das Gehalt eines einheimischen Lehrers hatte. Er lebte etwa ein Jahr in der Küstenstadt Matsue.
1896 vermittelte ihm Basil Hall Chamberlain eine Stelle als Professor für englische Literatur an der Kaiserlichen Universität Tokio.
Am 26. September 1904 erlag Lafcadio Hearn in Tokio einem Herzinfarkt. Sein Grab befindet sich auf dem Zōshigaya-Friedhof im Bezirk Toshima-ku, Tokio.

## Ehrungen
Im Tokioter Stadtteil Ōkubo im Bezirk Shinjuku ist an der Stelle von Lafcadios Wohnhaus eine Gedenktafel angebracht.
2014 wurde auf seiner Geburtsinsel Lefkas das Museum „Historisches Zentrum Lafcadio Hearn“ (griechisch Ιστορικό Κέντρο Λευκάδιου Χερν Istorikó Kéntro Lefkádiou Chern) eröffnet.
Der Asteroid (8114) Lafcadio wurde nach ihm benannt.

## Werke (Auswahl)

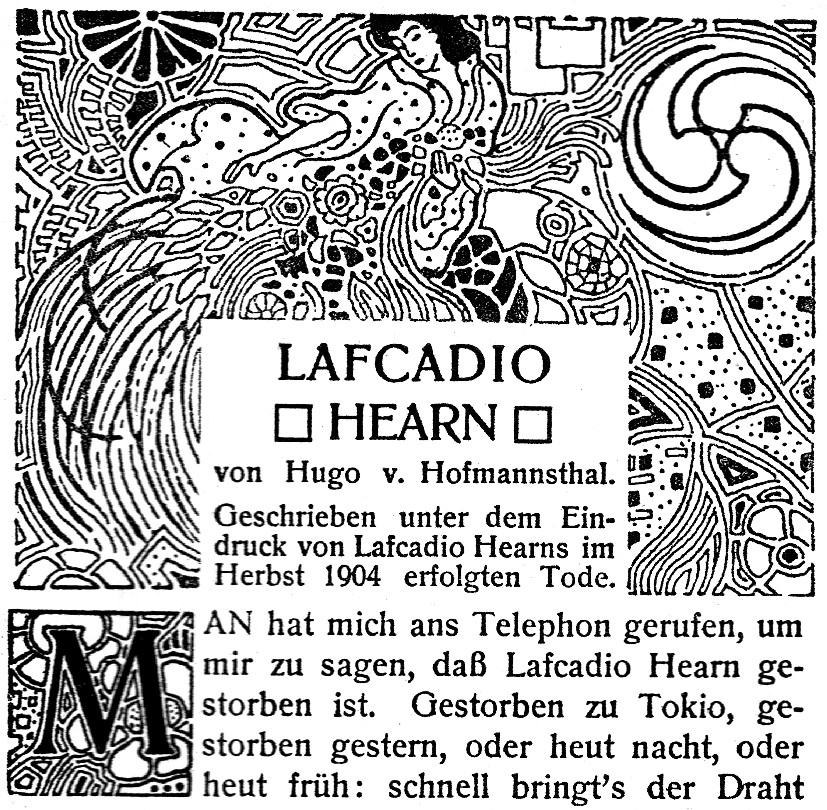
Beginn des 1. Bandes Kokoro Vorwort Hugo v. Hofmannsthal

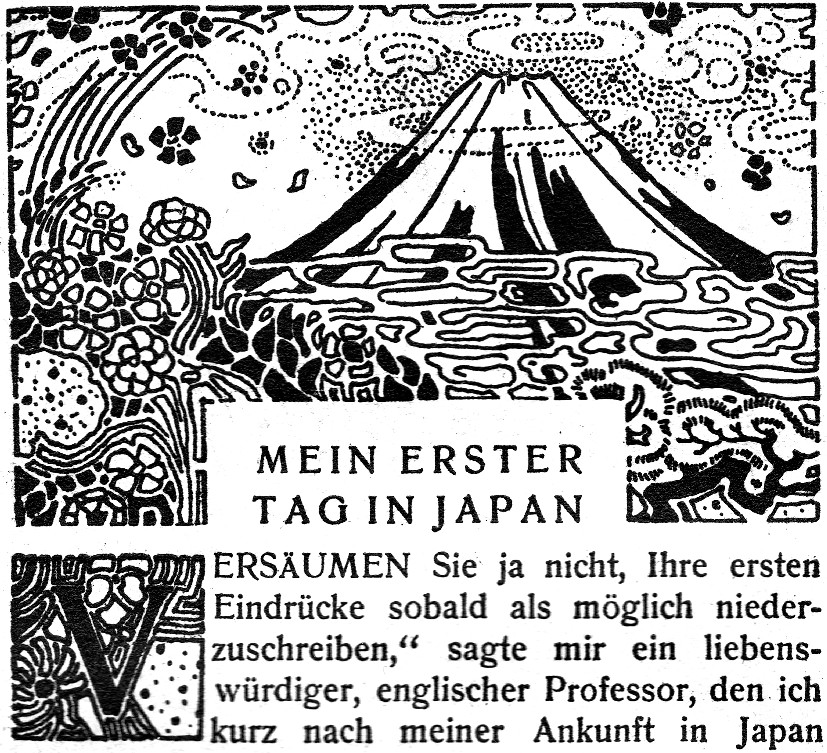
Beginn des 2. Bandes Lotos

- Zwischen 1905 und 1910 erschien eine 6-bändige Ausgabe auf Deutsch:
  - Kokoro. Mit einem Vorwort von Hugo von Hofmannsthal („Kokoro. Hints and Echoes of Japanese Inner Life“). Übersetzung Berta Franzos. Rütten & Loening, Frankfurt/M. 1905 (illustriert von Emil Orlik).
  - Lotos. Blicke in das unbekannte Japan. Übersetzung Berta Franzos. Rütten & Loening, Frankfurt/M. 1906 (illustriert von Emil Orlik).
  - Izumo. Blicke in das unbekannte Japan. Übersetzung Berta Franzos. Rütten & Loening, Frankfurt/M. 1907 (illustriert von Emil Orlik).
  - Kyushu. Träume und Studien aus dem neuen Japan („Out of the East. Reveries and Studies in New Japan“). Übersetzung Berta Franzos. Rütten & Loening, Frankfurt/M. 1908 (illustriert von Emil Orlik).
  - Kwaidan. Seltsame Geschichten und Studien aus Japan („Kwaidan. Stories and Studies of Strange Things“). Übersetzung Berta Franzos. Rütten & Loening, Frankfurt/M. 1909 (illustriert von Emil Orlik).
  - Buddha. Neue Geschichten und Studien aus Japan („Gleanings in Buddha-Fields“). Übersetzung Berta Franzos. Rütten & Loening, Frankfurt/M. 1910 (illustriert von Emil Orlik).
- Japan. Ein Deutungsversuch („Japan. An Attempt at Interpretation“). Übersetzung Berta Franzos. Rütten & Loening, Frankfurt/M. 1912 (unter Verwendung einiger Buchschmuckelemente von Emil Orlik).
- Exotics and Retrospectives. Literary House, Upper Saddle River, N.J. 1969 (Nachdruck der Ausgabe Boston, Mass. 1898).
- Die Geschichte von Ming-Y, The story of Ming-Y. Edition Röll, Dettelbach 1999, ISBN 3-89754-147-5 (zweisprachig, dt.-engl.).
- Gespenstergeschichten aus Japan („In Ghostly Japan“), herausgegeben und übersetzt von Gustav Meyrink; Fischer Taschenbuchverlag, Frankfurt am Main 1978, ISBN 3-596-22807-7 (früherer Titel Japanische Geistergeschichten).
- In einem japanischen Garten. Manesse Verlag, Zürich 2006, ISBN 3-7175-4052-1.
- Japan. An Attempt at Interpretation. Tuttle Books, Rutland, Vt. 1978, ISBN 0-8048-0272-6 (Nachdruck der Ausgabe Boston, Mass. 1904).
- Japanese Fairy Tales. Pauper Books, Mt. Vernon 1936 (Nachdruck der Ausgabe Boston, Mass. 1898).
- Japanese Lyrics. Gardners Books, New York 2007, ISBN 978-0-548-11609-8 (Nachdruck der Ausgabe New York 1901).
- Das japanische Lächeln. Träume und Geschichten. Blicke in die unsterbliche Seele Japans. Deltus Verlag, Leipzig 2006, ISBN 978-3-86552-052-4.
- Kottō. Being Japanese Curios, with Sundry Cobwebs. 3. Aufl. Tuttle Press, Rutland, Vt. 1981, ISBN 0-8048-1013-3 (Nachdruck der Ausgabe Boston, Mass. 1903).
- Legenden – Eine Sammlung von Lafcardio Hearn. Gyldendal’scher Verlag, Berlin 1921
- Nippon. Leben und Erlebnisse im alten Japan 1890–1904 (Hrsg. von Frank Rainer Scheck). DuMont Buchverlag, Köln 1981
- Phantasien. Gyldendal’scher Verlag, Berlin 1922
- The Romance of the Milky Way and other studies and stories. Books for Libraries Press, Freeport, N.Y. 1969 (Nachdruck der Ausgabe London 1905).
- Shadowings. Little, Brown, Boston, Mass. 1900.
- Der Traumfresser. Japanische Geistergeschichten. Ullstein, Frankfurt/M. 1988, ISBN 3-548-40049-3 (übersetzt von Gustav Meyrink).
- Die Versöhnung des Samurai – Unheimliche Geschichten aus Japan. Hibarios, Kaarst 2014, ISBN 978-3-945058-05-3 (übersetzt von Klaus Lerch).
- Chita. Eine Erinnerung an Last Island. Roman. (Chita. A memory of Last Island). Aus dem Englischen von Alexander Pechmann. Jung und Jung, Salzburg / Wien 2015, ISBN 978-3-99027-068-4.
- Japans Geister. Aus dem Englischen übertragen von Berta Franzos, ausgewählt von Christian Döring, mit Holzschnitten von Franziska Neubert und einem Nachwort von Christoph Neidhart. Die Andere Bibliothek, Berlin 2015, ISBN 978-3-8477-0372-3.
- Youma. Die Geschichte einer westindischen Sklavin. Aus dem Englischen von Alexander Pechmann. Jung und Jung, Salzburg / Wien 2015, ISBN 978-3-99027-079-0.
- Die Inseln über dem Winde. Eine Sommerreise. Aus dem Englischen von Alexander Pechmann. Jung und Jung, Salzburg / Wien 2018, ISBN 978-3-99027-218-3.
- Ein Leidenschafts-Karma. Aus dem Englischen von Heiko Postma. JMB Verlag, Hannover 2021, Kabinett der Phantasten #94, ISBN 978-3-95945-031-7.
- Der Junge, der Katzen malte. Aus dem Englischen von Gabriela Bracklo. Edition Bracklo. Birkenwerder 2021, ISBN 978-3-94698-610-2.